# Pull (casa discografica)
La Pull è una casa discografica italiana, attiva dagli anni settanta.

## Storia
La Pull fu fondata nel 1970 dal cantautore Gianni Meccia e da Bruno Zambrini, compositore che aveva lavorato spesso per la RCA Italiana scrivendo molti successi, ad esempio per Gianni Morandi.
Probabilmente il nome deriva dal grande successo discografico di Gianni Meccia Il pullover.
Tra gli artisti che incisero per la Pull, oltre allo stesso Meccia, sono da ricordare I Cugini di Campagna, scoperti e lanciati proprio dal cantautore.
La sede della Pull era a Roma; per la distribuzione si appoggiò inizialmente alla RCA Italiana, passando quasi subito alla Fonit Cetra.
La catalogazione Fonit Cetra ha creato due linee principali: una col suffisso QLP e la numerazione a partire da 101 per la musica leggera e QLS e la numerazione 5001 per la musica classica.
Sul finire degli anni novanta vi fu un passaggio di proprietà che ne portò la sede in Lombardia.
Oltre a occuparsi della promozione di nuovi talenti, ripropone i successi degli artisti del proprio archivio, inclusi quelli di recente acquisizione.

## Dischi
La datazione qui riportata si basa sull'etichetta del disco o sulla copertina; qualora nessuno di questi elementi abbia una datazione, è basata sulla numerazione del catalogo; talora è, infine, basata sul codice della matrice di stampa. Se esistenti, sono riportati, oltre all'anno, il mese e il giorno (quest'ultimo dato si trova, a volte, stampato sul vinile).

### 33 giri
| Numero di catalogo                           | Anno             | Interprete                                | Titoli                                          |              |
| -------------------------------------------- | ---------------- | ----------------------------------------- | ----------------------------------------------- | ------------ |
| Distribuzione a cura della RCA Italiana      |                  |                                           |                                                 |              |
| ZSLL 55028                                   | ottobre 1971     | Gianni Meccia                             | Io, chi sono io?                                |              |
| ZSLL 55029                                   | ottobre 1971     | Fernando Germani                          | Cantata per Venezia                             |              |
| ZSLL 55051                                   | aprile 1972      | Salvatore Accardo e Luigi Alberto Bianchi | Tre duetti per violino e viola                  |              |
| ZSLL 55053                                   | aprile 1972      | Interpreti vari                           | Colonna sonora del film: Guardami nuda          |              |
| ZSLL 55085                                   | maggio 1972      | Giuseppe Scotese                          | Giovanni Benedetto Platti:Sonate per pianoforte |              |
| Passaggio di distribuzione alla Fonit Cetra  |                  |                                           |                                                 |              |
| QLP 101                                      | 24 luglio 1972   | Totò Savio                                | Chitarrate 'e Napule                            |              |
| QLP 103                                      | 3 novembre 1972  | I Cugini di Campagna                      | I Cugini di Campagna                            |              |
| QLP 104                                      | 3 novembre 1972  | Annibale                                  | È solo un'impressione di... Annibale            |              |
| QLS 5001                                     | 1972             | Fernando Germani                          | Cantata per Venezia                             |              |
| QLS 5004                                     | 28 maggio 1973   | Fernando Germani                          | J.S.Bach - Tre pezzi per organo                 |              |
| QLP 107                                      | 1973             | Alan Lomax e Diego Carpitella             | Folklore Musicale Italiano (Vol.1)              |              |
| QLP 108                                      | 1973             | Alan Lomax e Diego Carpitella             | Folklore Musicale Italiano (Vol.2)              |              |
| QLP 109                                      | 5 marzo 1974     | I Cugini di Campagna                      | Anima mia                                       |              |
| QLP 110                                      | 28 novembre 1974 | I Cugini di Campagna                      | Un'altra donna                                  |              |
| QLP 111                                      | 2 dicembre 1975  | I Cugini di Campagna                      | Preghiera                                       |              |
| QLS 5006*                                    | 1976             | Salvatore Accardo e Luigi Alberto Bianchi | Maestri del virtuosismo strumentale             | *: Doppio LP |
| QLP 112                                      | 9 marzo 1976     | Jerry Mantron & the Supersonic Band       | Jerry Mantron & the Supersonic Band             |              |
| QLP 113                                      | 30 giugno 1976   | Gianni Meccia                             | Sul punto di dimenticare                        |              |
| QLP 114                                      | 29 ottobre 1976  | I Cugini di Campagna                      | È lei                                           |              |
| QLP 115                                      | 12 ottobre 1977  | I Cugini di Campagna                      | Tu sei tu                                       |              |
| QLE 1001                                     | 8 settembre 1978 | Maria Giovanna Elmi                       | Clic-clic                                       |              |
| QLP 116                                      | 8 gennaio 1980   | I Cugini di Campagna                      | Meravigliosamente                               |              |
| QLP 117                                      | 5 gennaio 1980   | I Cugini di Campagna                      | Metallo                                         |              |
| Passaggio di distribuzione alla RCA Italiana |                  |                                           |                                                 |              |
| ZPLPU 34207                                  | 1983             | Gianni Meccia                             | Il gioco della musica                           |              |
| PL 12049                                     | 1989             | Elena Biondi                              | Biondi come me                                  |              |

### 45 giri
| Numero di catalogo                           | Anno             | Interprete                                  | Titoli                                                       |                                                 |
| -------------------------------------------- | ---------------- | ------------------------------------------- | ------------------------------------------------------------ | ----------------------------------------------- |
| Distribuzione a cura della RCA Italiana      |                  |                                             |                                                              |                                                 |
| ZL 50049                                     | giugno 1970      | Annibale                                    | Dove sei,dove sei/Il mio porto...e via                       |                                                 |
| ZL 50057                                     | giugno 1970      | Grazia Ella                                 | Non è un biglietto/Che cos'è                                 |                                                 |
| ZL 50087                                     | novembre 1970    | Annibale                                    | Amen rock/Run away                                           |                                                 |
| ZL 50092                                     | settembre 1970   | I Cugini di Campagna                        | Il ballo di Peppe/Tolon-tolon                                |                                                 |
| ZL 50098                                     | gennaio 1971     | Annibale                                    | Lo chiamavano Trinità/Un cow boy e due ragazze (strumentale) |                                                 |
| ZL 50176                                     | maggio 1971      | I Cugini di Campagna                        | Di di yammi/La ragazza italiana                              |                                                 |
| ZL 50177                                     | maggio 1971      | Gianpiero Muratti (Annibale)                | Che domenica è/Te la dico                                    |                                                 |
| ZL 50181                                     | febbraio 1972    | I Cugini di Campagna                        | Un letto e una coperta/L'uva è nera                          |                                                 |
| ZL 50191                                     | 1971             | Elisio                                      | Vola leggero/Come sei bella                                  |                                                 |
| ZL 50194                                     | settembre 1971   | Fernando Germani                            | Albinoni,adagio(...)/Cantata per Venezia                     |                                                 |
| ZL 50206                                     | dicembre 1971    | David King                                  | Diana/Shadows                                                |                                                 |
| ZL 50207                                     | aprile 1972      | Duo Pasqualino Garzia-Carlo Carfagna        | Pavana/Recuerdos de la Alhambra                              |                                                 |
| ZL 50208                                     | aprile 1972      | Duo Salvatore Accardo-Luigi Alberto Bianchi | Passacaglia per violino e viola(musica di Haendel)           |                                                 |
| ZL 50209                                     | aprile 1972      | Mimmo Politanò & i primi 5                  | Un ragazzo e una ragazza/Amo tua madre                       |                                                 |
| ZL 50230                                     | aprile 1972      | Franco Petracchi                            | La campanella/Tarantella                                     |                                                 |
| Passaggio di distribuzione alla Fonit Cetra  |                  |                                             |                                                              |                                                 |
| QSP 1001                                     | 1972             | Mauro Mattei                                | Faccia Triste/Preludio                                       |                                                 |
| QSP 1002                                     | 21 luglio 1972   | I Cugini di Campagna                        | Un letto e una coperta/L'uva è nera                          |                                                 |
| QSP 1003                                     | 1973             | Bruno Zambrini                              | Dinamica della fuga/Anche questa città                       |                                                 |
| QSP 1004                                     | 5 giugno 1973    | I Cugini di Campagna                        | Anima mia/Te la dico                                         |                                                 |
| QSP 1005                                     | 1974             | Guido Anelli e Stefano Jurgens              | Controluce/Occhi di sole                                     |                                                 |
| QSP 1006                                     | 1974             | I Cugini di Campagna                        | Innamorata/Il vascello                                       |                                                 |
| QSP 1007                                     | 1974             | Guido Anelli e Stefano Jurgens              | In parti uguali/In ogni mio pensiero                         |                                                 |
| QSP 1008                                     | 1974             | I Cugini di Campagna                        | Un'altra donna/Un debole respiro                             |                                                 |
| QSP 1009                                     | 3 giugno 1975    | Jerry Mantron & the Supersonic band         | Supersonic band/Big fool                                     |                                                 |
| QSP 1010                                     | 3 giugno 1975    | I Cugini di Campagna                        | 64 anni/Oh Biancaneve                                        |                                                 |
| QSP 1011                                     | 1976             | I Cugini di Campagna                        | Preghiera/A...A...ragazza cercasi                            |                                                 |
| QSP 1012                                     | 1976             | Jerry Mantron & the Supersonic band         | Yppi Yppi/Baby star                                          |                                                 |
| QSP 1013                                     | 25 giugno 1976   | I Cugini di Campagna                        | È lei/Love me sweetheart                                     |                                                 |
| QSP 1014                                     | 1976             | Gianni Meccia                               | Dimmi dimmi chi è/Il Barattolo                               |                                                 |
| QSP 1015                                     | 10 febbraio 1977 | Ralph Garbo                                 | Hungarian dance/Dream concerto                               |                                                 |
| QSP 1016                                     | 1976             | Jerry Mantron & the Supersonic band         | Love of my life/San Francisco disco                          |                                                 |
| QSP 1017                                     | 1977             | I Cugini di Campagna                        | Conchiglia bianca/Oh Eva                                     |                                                 |
| QSP 1018                                     | 1977             | I Cugini di Campagna                        | Tu sei tu/Donna                                              |                                                 |
| QSP 1019                                     | 21 novembre 1977 | I Cugini di Campagna                        | Viva D'Artagnan/La prima cosa(che devi sapere)               |                                                 |
| QSP 1020                                     | 1978             | Sergio Leonardi                             | Tutto ok!/Piccolissima                                       |                                                 |
| QSP 1021                                     | 1979             | I Cugini di Campagna                        | Dentro l'anima/Halloo cousins!                               |                                                 |
| QSP 1022                                     | 8 maggio 1978    | Flavio Paulin                               | Robot-robot/La prima donna(fu mia madre)                     |                                                 |
| QSP 1023                                     | 23 ottobre 1978  | Maria Giovanna Elmi                         | Clic-clic/Bra-bra-bravo                                      |                                                 |
| QSP 1024                                     | 10 febbraio 1977 | Gianni Oddi                                 | Dream concerto/Hungarian dance                               |                                                 |
| QSP 1025                                     | 1979             | Dino Kappa                                  | La sfinge/Lo so,mamma                                        |                                                 |
| QSP 1026                                     | 1979             | I Cugini di Campagna                        | Solo con te/Mister Paul                                      |                                                 |
| QSP 1027                                     | 16 maggio 1979   | Nino Manfredi                               | La panzanella/La panzanella(strumentale)                     |                                                 |
| QSP 1028                                     | 4 giugno 1979    | Maria Giovanna Elmi                         | Invincibile dirigibile/Mai più cattivi pensieri              |                                                 |
| QSP 1029                                     | 1979             | I Cugini di Campagna                        | Meravigliosamente/Festa                                      |                                                 |
| QSP 1030                                     | 1980             | I Cugini di Campagna                        | No tu no/Metallo                                             |                                                 |
| QSP 1031*                                    | 1980             | Maria Giovanna Elmi                         | Scivolare*/La prima cosa                                     | * : Ne esistono 2 edizioni con testo differente |
| QSP 1032                                     | 1980             | I Cugini di Campagna                        | Valeria/Floridia                                             |                                                 |
| QSP 1033                                     | 1982             | Jason                                       | Zucchero sei tu/Amici come noi                               |                                                 |
| QSP 1034                                     | 1982             | Jason Piccioni                              | Dietro quel pallone/Zucchero sei tu                          |                                                 |
| Passaggio di distribuzione alla RCA Italiana |                  |                                             |                                                              |                                                 |
| ZBPU 7343                                    | 1983             | Gianni Meccia                               | Il gioco della musica/Lupo di mare                           |                                                 |

### CD
| Numero di catalogo               | Anno | Interprete               | Titolo                                    | |
| -------------------------------- | ---- | ------------------------ | ----------------------------------------- | --- |
| Distribuzione "D.V. More Record" |      |                          |                                           | |
| PCD 12002                        | 1991 | I Cugini di Campagna     | Meravigliosamente (compilation)           | |
| PCD 12007                        | 1991 | Christian                | Dedicato a te... Daniela                  | |
| PCD 12022                        | 1991 | Il Giardino dei Semplici | Tu, ca nun chiagne                        | |
| PCD 12023                        | 1991 | Homo Sapiens             | Bella da morire                           | |
| PCD 12037                        | 1991 | Edoardo Vianello         | O' mio Signore                            | |
| PM 12039                         | 1991 | Paolo Mengoli            | Perché l'hai fatto                        | |
| PCD 12042                        | 1991 | Umberto Napolitano       | Riccioli                                  | |
| PCD 12043                        | 1991 | Bobby Solo               | Rock around the rock                      | |
| PM 12040                         | 1993 | Gian Pieretti            | Il vento dell'Est                         | |
| 473892 2                         | 1993 | Marcella Bella           | Tommaso!                                  | |
| 476686 2                         | 1994 | Ricchi e Poveri          | I più grandi successi                     | |
| 478038 2                         | 1994 | Sandro Giacobbe          | E... venti                                | |
| 480339 2                         | 1995 | Marco Ferradini          | Dolce piccolo mio fiore                   | |
| 484400 2                         | 1996 | Dario Baldan Bembo       | Il canto dell'umanità                     | |
| PCD 20066                        | 1996 | Gemma                    | Senza maniglie (compilation)              | |
| Distribuzione "Fuego"            |      |                          |                                           | |
| PCD 2043                         | 1997 | Bobby Solo               | Rock around the rock                      | |
| PCD 2071                         | 1997 | Leano Morelli            | Cantare Gridare                           | |
| PCD 2072                         | 1997 | Paolo Mengoli            | Io ti darò                                | |
| PCD 2075                         | 1997 | Gianni Drudi             | Fiky Fiky                                 | |
| PCD 2076                         | 1997 | Gian Pieretti            | Pietre                                    | |
| PCD 2077                         | 1997 | Gianni Meccia            | Il pullover                               | |
| PCD 2078                         | 1997 | Christian                | Daniela                                   | |
| PCD 2079                         | 1997 | Maria Giovanna Elmi      | Barbi                                     | ristampa su cd dell'album Clic-clic, 1978                                                                          |
| PCD 2081                         | 1997 | Tony Astarita            | 'Na pazzia                                | |
| PCD 2082                         | 1997 | Il Giardino dei Semplici | Lo sai che il mondo è blu?                | |
| PCD 2085                         | 1997 | I Cugini di Campagna     | Cucciolo                                  | |
| PCD 2087                         | 1997 | Le Piccole Ore           | Notte magica                              | |
| PCD 2089                         | 1997 | Squallum                 | Preghiera                                 | |
| PCD 2100                         | 1997 | Giuni Russo              | La sposa                                  | |
| PCD 2101                         | 1997 | I Cugini di Campagna     | Anima mia (grandi successi)               | |
| PCD 2104                         | 1997 | Pino D'Angiò             | Notte d'amore                             | |
| PCD 2108                         | 1997 | Ric e Gian               | Come un toro nell'arena                   | ristampa su cd dell'album Supermascanzoni originariamente uscito nel 1980 per la Cristoforo Colombo Record Company |
| PCD 2109                         | 1997 | Gian Pieretti            | Caro Bob Dylan...                         | |
| PCD 2119                         | 1997 | Bernardo Lanzetti        | Rock urbano                               | ristampa dell'album K.O. uscito originariamente nel 1980 per la Ciao Records                                       |
| PCD 2126                         | 1997 | Gigliola Cinquetti       | Prima del temporale                       | |
| PCD 2142                         | 1997 | Francesco Salvi          | Tutti salvi x Natale                      | |
| PCD 2144                         | 1997 | Milly                    | Canzoni come costume/Canzoni come civiltà | doppio cd |
| PCD 2152                         | 1997 | Dino                     | Te lo leggo negli occhi                   | |
| PCD 2166                         | 1997 | AA.VV.                   | Lambretta Compilation                     | |
| PCD 2177                         | 1997 | I Cimarosa               | Ballata dei disoccupati                   | |
| PCD 2245                         | 2000 | Pupo                     | Sei caduto anche tu                       | |
| PCD 2248                         | 2001 | Piero Marras             | In su cuile 'e s'anima                    | |
| PCD 3109                         | 2007 | Francesco Sansalone      | Il delirio di Ulisse                      | |